# Amazon Neptune
Amazon Neptune es un producto de base de datos de gráficos administrados publicado por Amazon. Se utiliza como un servicio web y forma parte de Amazon Web Services (AWS). Se anunció el 29 de noviembre de 2017. Amazon Neptune admite gráficos de propiedades de modelos gráficos populares y RDF de W3C, y sus respectivos lenguajes de consulta Apache TinkerPop's Gremlin, openCypher y SPARQL, incluidos otros productos de Amazon Web Services .
La disponibilidad general (GA) de Amazon Neptune se anunció el 30 de mayo de 2018 y actualmente está disponible en 22 regiones de AWS. Neptune es elegible para HIPAA. El 12 de diciembre de 2018, se anunció que Amazon Neptune estaba dentro del alcance del estándar de seguridad de datos de la industria de tarjetas de pago y los programas de cumplimiento de ISO.

## Historia
Amazon Neptune está basado en Blazegraph. Amazon adquirió a los desarrolladores de Blazegraph y el desarrollo de código abierto de Blazegraph se detuvo esencialmente en abril de 2018.
| Liberar | Cambio                                | Fecha                    |
| ------- | ------------------------------------- | ------------------------ |
| 1.0.2.2 | Versión del motor 1.0.2.2             | 9 de marzo de 2020       |
| 1.0.2.1 | Versión del motor 1.0.2.1. R4         | 20 de diciembre de 2019  |
| 1.0.2.1 | Versión del motor 1.0.2.1. R3         | 12 de diciembre de 2019  |
| 1.0.2.1 | Versión del motor 1.0.2.1. R2         | 23 de noviembre de 2019  |
| 1.0.2.0 | Versión del motor 1.0.2.0. R2         | 8 de noviembre de 2019   |
| 1.0.1.0 | Versión del motor 1.0.1.0.200502.0    | 31 de octubre de 2019    |
| 1.0.1.0 | Versión del motor 1.0.1.0.200463.0    | 15 de octubre de 2019    |
| 1.0.1.0 | Versión del motor 1.0.1.0.200457.0    | 19 de septiembre de 2019 |
| 1.0.1.0 | Versión del motor 1.0.1.0.200369.0    | 13 de agosto de 2019     |
| 1.0.1.0 | Versión del motor 1.0.1.0.200348.0    | 2 de julio de 2019       |
| 1.0.1.0 | Versión del motor 1.0.1.0.200310.0    | 12 de junio de 2019      |
| 1.0.1.0 | Versión del motor 1.0.1.0.200296.0    | 1 de mayo de 2019        |
| 1.0.1.0 | Versión del motor 1.0.1.0.200267.0    | 21 de enero de 2019      |
| 1.0.1.0 | Versión del motor 1.0.1.0.200264.0    | 19 de noviembre de 2018  |
| 1.0.1.0 | Versión del motor 1.0.1.0.200258.0    | 8 de noviembre de 2018   |
| 1.0.1.0 | Versión del motor 1.0.1.0.200255.0    | 29 de octubre de 2018    |
| 1.0.1.0 | Versión del motor 1.0.1.0.200237.0    | 6 de septiembre de 2018  |
| 1.0.1.0 | Versión del motor 1.0.1.0.200236.0    | 24 de julio de 2018      |
| 1.0.1.0 | Versión del motor 1.0.1.0.200233.0    | 22 de junio de 2018      |
| 1.0.1.0 | Lanzamiento inicial de Amazon Neptune | 30 de mayo de 2018       |

## Características

### Soporte externo
Amazon Neptune es compatible con el lenguaje transversal de gráficos Apache TinkerPop Gremlin código abierto, el lenguaje de consulta openCypher para gráficos de propiedades y el lenguaje de consulta SPARQL del marco de descripción de recursos (RDF) estándar del W3C. Los tres se pueden usar en la misma instancia de Neptune y permiten al usuario crear consultas para navegar conjuntos de datos altamente conectados y proporciona un alto rendimiento para ambos modelos de gráficos. Neptune también utiliza otras funciones de productos de AWS, como las de Amazon S3, Amazon EC2 y Amazon CloudWatch.

### Seguridad
Todos los clústeres de bases de datos de Amazon Neptune se crean y almacenan en una nube privada virtual (VPC) de Amazon, lo que permite al usuario aislar su base de datos en su propia red privada . Usando la configuración de VPC de Neptune, el usuario puede configurar los ajustes del firewall según sus necesidades para controlar el acceso de la red a las instancias de la base de datos. Amazon Neptune está integrado con AWS Identity and Access Management (IAM), lo que permite al usuario crear grupos de AWS IAM y controlar las acciones que pueden realizar los grupos y otros usuarios de AWS IAM. Neptune permite al usuario cifrar bases de datos mediante claves creadas a través de AWS Key Management Service (KMS). Una instancia de base de datos que se ejecuta con Neptune Encryption cifra todos los datos almacenados, copias de seguridad, instantáneas y réplicas en el mismo clúster. Amazon Neptune permite al usuario usar HTTPS para cifrar datos durante su transferencia hacia y desde los clientes o los puntos finales del servicio Neptune mediante Transport Layer Security (TLS).

### Almacenamiento
Los datos se almacenan en un volumen de clúster, un volumen virtual que utiliza unidades SSD . Estos tamaños de estos volúmenes son dinámicos, aumentan según la cantidad de datos almacenados en la base de datos, con un máximo de 64 TB. La política de SLA de Amazon Neptune está diseñada para ofrecer un porcentaje de tiempo de actividad mensual superior al 99,9 %, aumentando el rendimiento y la disponibilidad de la base de datos al integrar el motor con un almacenamiento virtual basado en unidades SSD, especialmente diseñadas para cargas de trabajo de base de datos. Neptune mantiene copias de los datos del usuario en varias zonas de disponibilidad. En caso de fallas, Neptune detecta automáticamente cualquier segmento fallido en un volumen de disco y lo repara.

## Aplicación
El 12 de septiembre de 2018, se anunció que Neptune logró la elegibilidad de HIPAA, lo que le permitió procesar conjuntos de datos que contienen información de salud protegida (PHI). El 12 de diciembre de 2018, se anunció que Amazon Neptune estaba dentro del alcance de los programas de cumplimiento del estándar de seguridad de datos de la industria de tarjetas de pago, ISO 9001, ISO 27001, ISO 27017 e ISO 27018. El usuario puede utilizar Amazon Neptune en aplicaciones sujetas al cumplimiento de PCI o que requieren certificación ISO. El 17 de mayo de 2019, se anunció que Neptune logró la elegibilidad para SSAE 16.
Neptune impulsa casos de uso de gráficos como motores de recomendación, detección de fraude, gráficos de conocimiento, descubrimiento de fármacos, seguridad de red y redes sociales.